# Dwayne Evans (Leichtathlet)
Dwayne Evans (Dwayne Eugene Evans; * 13. Oktober 1958 in Phoenix, Arizona) ist ein ehemaliger US-amerikanischer Sprinter, der seine größten Erfolge im 200-Meter-Lauf hatte.
1976 qualifizierte er sich beim US-Ausscheidungskampf als Zweiter für die Olympischen Spiele in Montreal, bei denen er in 20,43 s die Bronzemedaille hinter dem Jamaikaner Donald Quarrie (20,23 s) und seinem Landsmann Millard Hampton (20,29 s) gewann.
1979 wurde er US-Meister, 1981 für die Arizona State University startend NCAA-Meister. 1986 wurde er US-Vizemeister und Zweiter bei den Goodwill Games.

## Familie
Evans’ Nichte Dominique Lamb ist eine professionelle Volleyballspielerin.

## Persönliche Bestzeiten
- 100 m: 10,20 s, 9. Mai 1981, Tucson
- 200 m: 20,08 s, 13. Juni 1987, Albuquerque